# Belém Novo
Belém Novo é um bairro da zona sul da cidade brasileira de Porto Alegre, capital do estado  do Rio Grande do Sul. Foi criado pela lei 6893 de 12 de setembro de 1991 e alterado pela Lei 12.112/16.
Um dos bairros às margens da orla do Guaíba, o Belém Novo abriga as praias do Veludo, do Leblon e Copacabana, frequentadas por veranistas por normalmente apresentarem condições de balneabilidade. Outra praia presente na orla do bairro é a do Arado Velho, que está mais isolada do núcleo urbano de Belém Novo. 

## História[1]

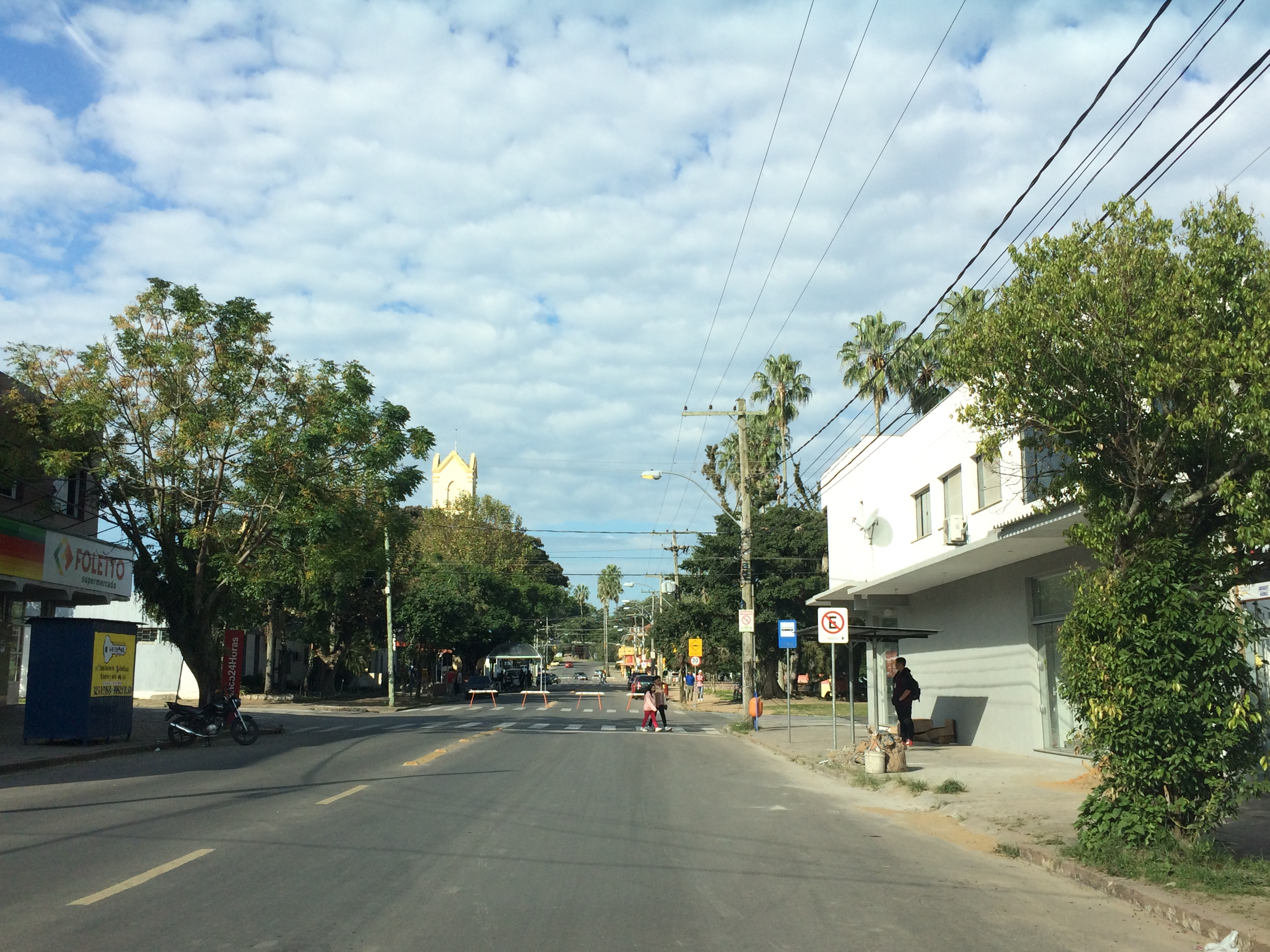
Avenida Heitor Viêira.

O bairro recebeu esse nome porque, em 1867, um grupo de moradores de Belém Velho solicitou à presidência da Província sua mudança para uma área às margens do lago Guaíba. O pedido foi atendido em 1873, depois que se realizou um projeto urbanístico de engenheiros contratados pela presidência. Em 1876, iniciou-se a construção de uma igreja, a Igreja Nossa Senhora do Belém Novo, finalizada oito anos mais tarde.
Contudo, enquanto o Centro de Porto Alegre e áreas vizinhas a ele passavam por processos de modernização e de urbanização, e Belém Novo manteve seu aspecto rural, em função de seu difícil acesso e do número de chácaras de pequenos agricultores e de famílias ricas, as quais possuíam casas de veraneio na área. Em 1933, construiu-se uma rodovia que liga o bairro ao Centro, facilitando seu acesso.

## Características atuais

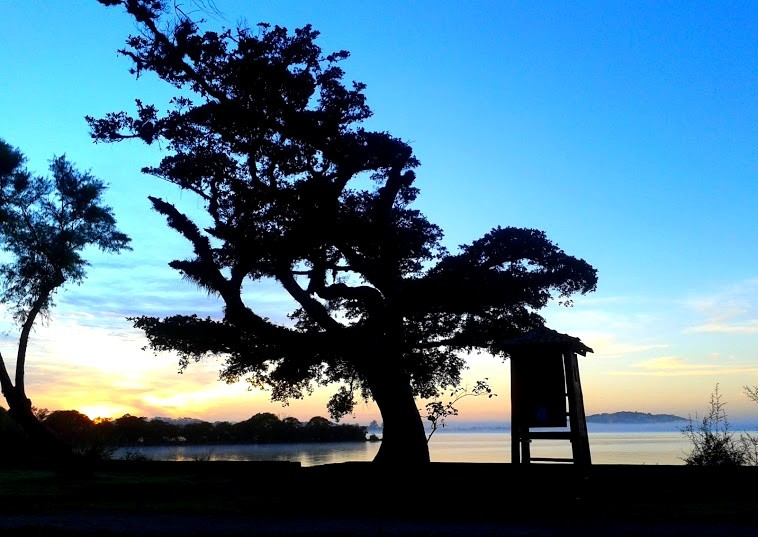
Amanhecer na "Praia do Leblon", em Belém Novo.

Atualmente, o Belém Novo está passando por um projeto urbanístico e paisagístico do programa "Guaíba Vive".
Além de sedes campestres de instituições como a Associação de Juízes do Rio Grande do Sul (AJURIS), o bairro também abriga o Grêmio Náutico Gaúcho, a Assembleia Legislativa do Rio Grande do Sul,[carece de fontes?] o Clube Náutico Belém Novo, o Belém Novo Golf Club e o Aeródromo de Belém Novo.
Áreas verdes

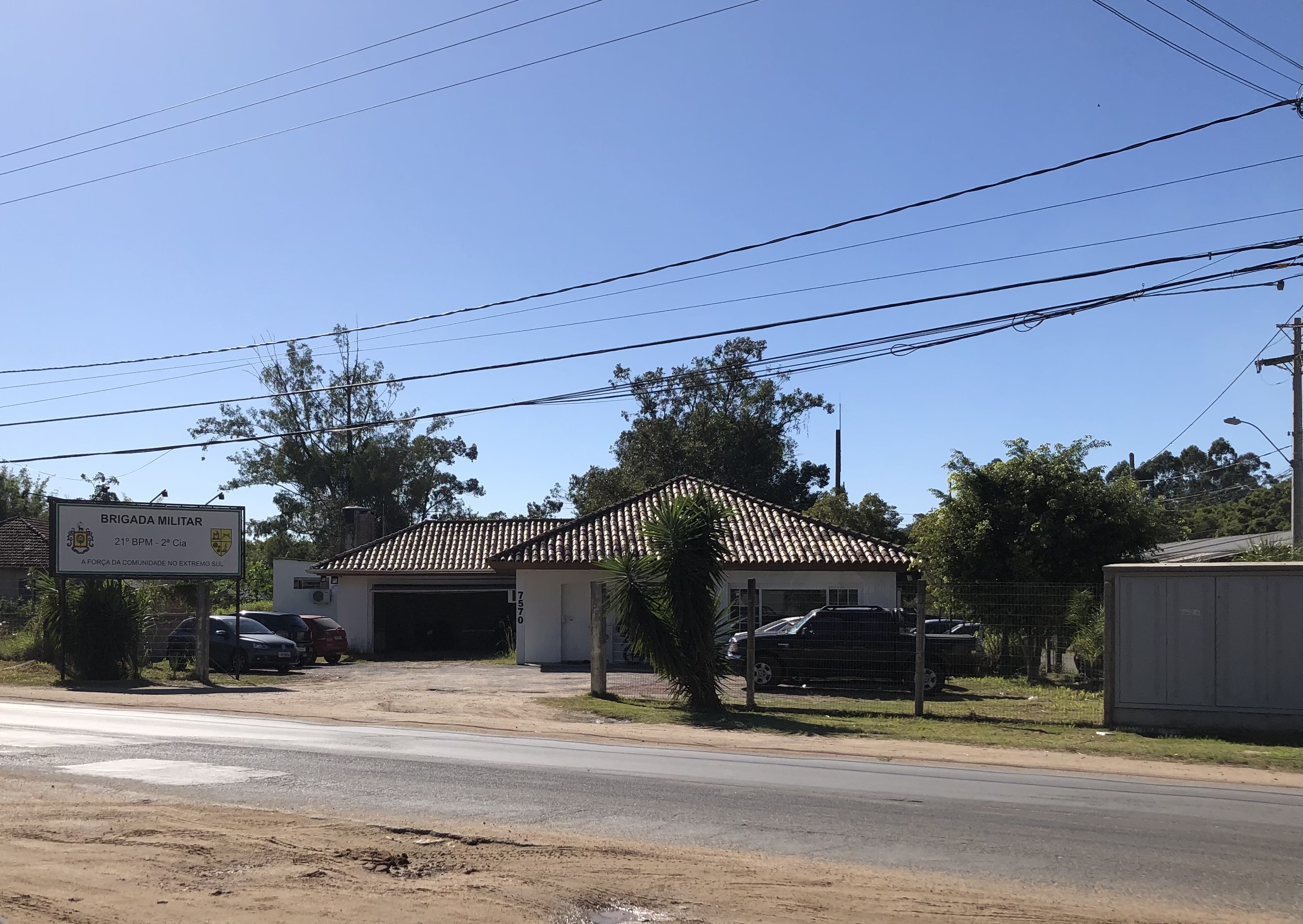
21° BPM.

- Praça Almerindo Lima (Ruínas do Poleto)

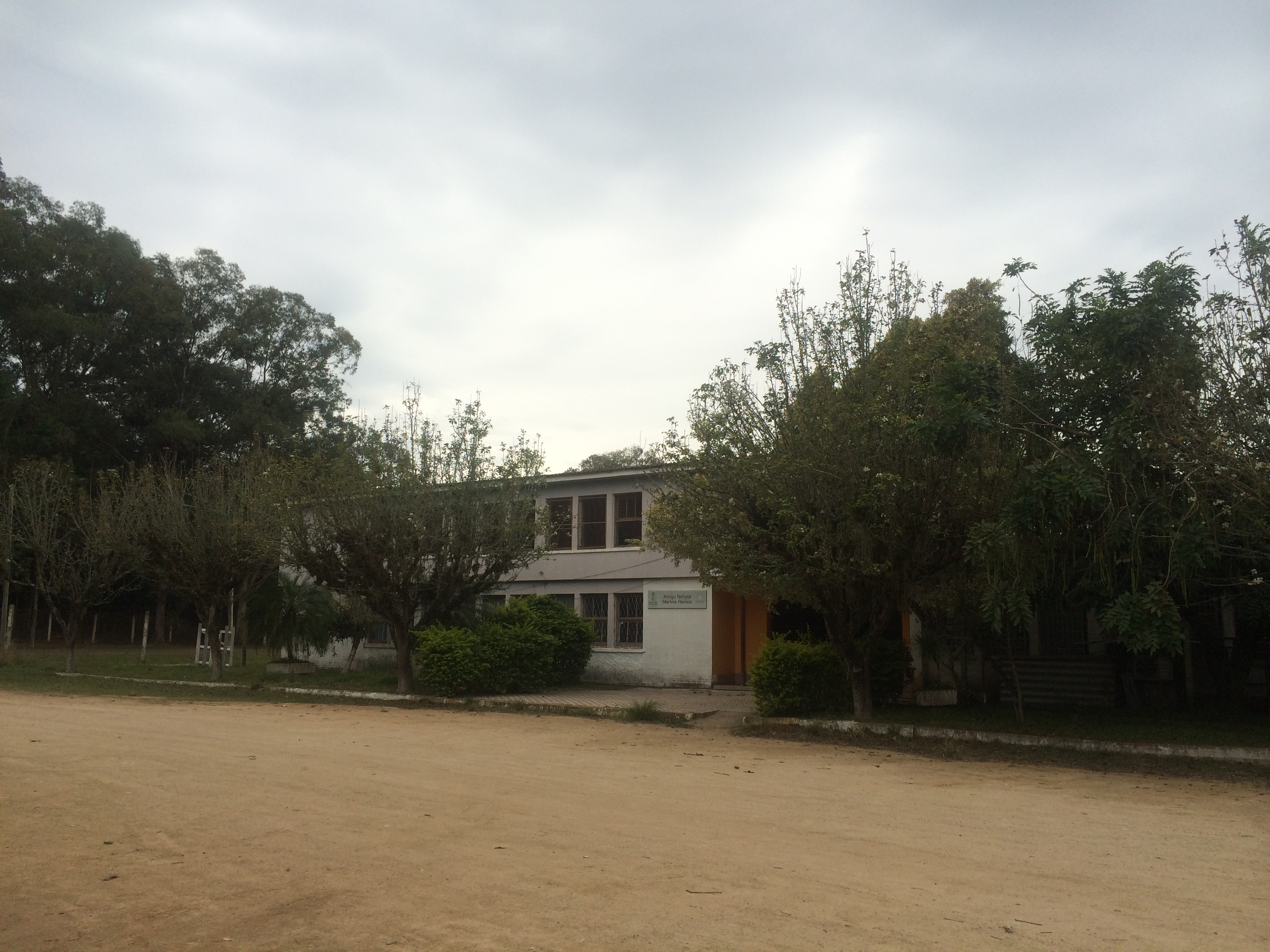
Abrigo Nehyta Martins Ramos, pertencente à Fundação de Proteção Especial.

- Praça Anita Zandwais
- Praça Detroit
- Praça Inácio Antônio da Silva
- Praça Inácio Martins da Silva
- Praça João Batista Lessa
- Praça José Comunal
- Praça Malaquias José de Souza
- Praça Paula Maciel de Oliveira
- Praça Waldemar César

Instituições
- Abrigo Nehyta Martins Ramos
- 21° BPM da Brigada Militar

## Educação
- Escola de Ensino Fundamental Madre Raffo
- Unidade Terra Ville do Colégio Farroupilha
- Escola Estadual de Ensino Fundamental Evarista Flores da Cunha
- Escola Estadual de Ensino Fundamental Pedro Américo
- Escola Estadual de Ensino

Fundamental Nehyta Martins Ramos
- Escola Estadual Dr. Glicério Alves

## Limites atuais
Ponto inicial e final: encontro da Estrada Chapéu do Sol com a Estrada Francisca de Oliveira Vieira; desse ponto segue pela Estrada Francisca de Oliveira Vieira até o outro seguimento da Estrada Chapéu do Sol, por essa até a Avenida do Lami, por essa até o ponto de coordenadas E: 285.253; N: 1.656.263; desse ponto segue pelo acesso à Marina do Lessa, por vários segmentos de linhas retas e imaginárias, até o canal de acesso a essa marina, na orla do Lago Guaíba, ponto de coordenadas E: 283.907 N: 1.653.554; desse ponto segue pela orla do Lago Guaíba, no sentido oeste, contornando a Ponta do Arado e a Ponta da Cuíca, até a foz do Arroio Guabiroba, ponto de coordenadas E: 281.056; N: 1.658.189; desse ponto segue pelo Arroio Guabiroba, a montante, até a Estrada da Ponta Grossa, ponto de coordenadas E: 281.633; N: 1.658.834, por essa até o limite norte da propriedade do Aeroclube do Rio Grande do Sul, ponto de coordenadas E: 281.770; N: 1.658.710; segue o limite dessa propriedade até a Avenida Juca Batista, ponto de coordenadas E: 283.182; N: 1.659.321; por essa até o limite de propriedade do Condomínio Terra Ville, ponto de coordenadas E: 283.129; N: 1.659.564; segue o limite dessa propriedade até a Estrada Chapéu do Sol, ponto de coordenadas E: 284.475; N: 1.659.120, por essa até a Estrada Francisca de Oliveira Vieira, ponto inicial.

## Lei dos limites de bairros- proposta 2015-2016
No fim do ano de 2015, as propostas com as emendas foram aprovadas pela câmara de vereadores de Porto Alegre. Em relação aos limites atuais, há algumas alterações. A alteração mais importante é que uma parcela do bairro foi anexado ao novo bairro, Boa Vista do Sul.

## Imagens

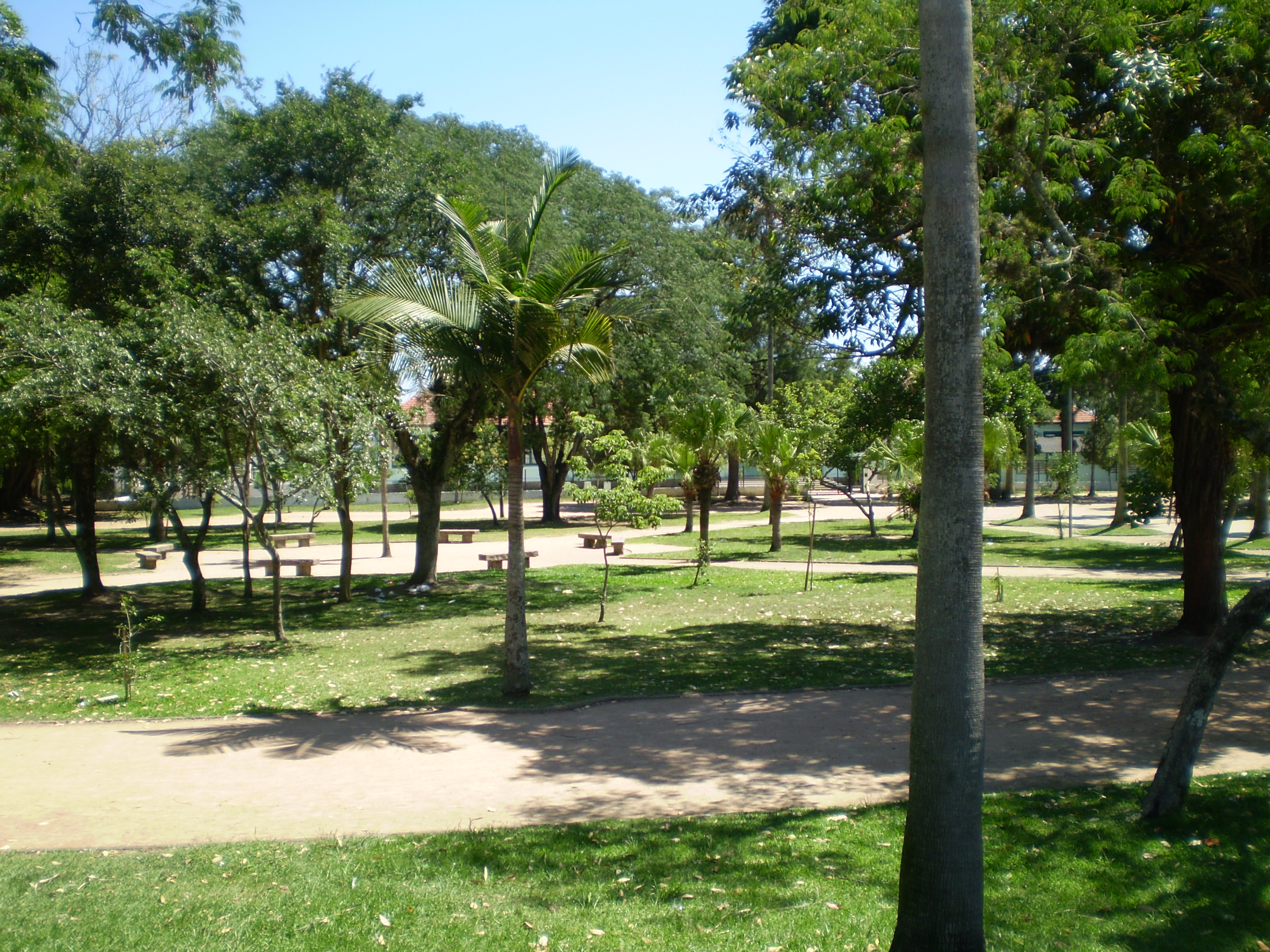
Largo Heli B. de Araújo

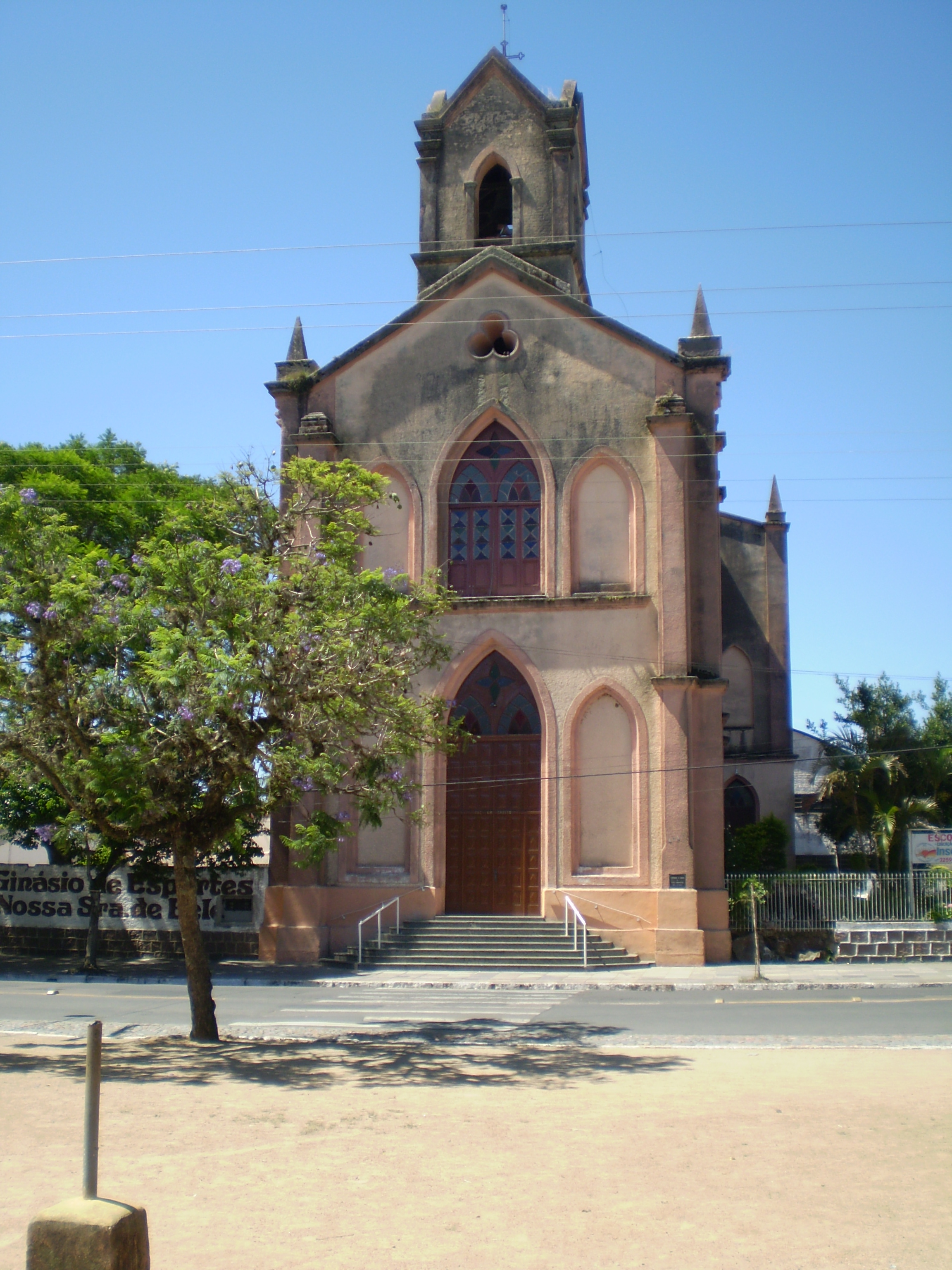
Paróquia Nossa Senhora de Belém